# Довгалівка (Миргородська міська громада)
Довга́лівка — село в Україні, у Миргородській міській громаді Миргородського району Полтавської області. Населення становить 303 осіб. Колишній орган місцевого самоврядування — Хомутецька сільська рада.

## Географія
Село Довгалівка знаходиться на правому березі річки Хорол, вище за течією на відстані 1 км розташоване село Хомутець, нижче за течією на відстані 1 км розташоване село Малі Сорочинці. Річка в цьому місці звивиста, утворює лимани та заболочені озера. У селі протікає права притока Хорола — річечка Щербанька.

## Історія
Волосне містечко Миргородського повіту Полтавської губернії у XVIII столітті. Родовий маєток однієї з гілок родини Капністів — Петровичів, що походять від Петра Капніста, брата поета Василя Капніста.

## Об'єкти соціальної сфери
- Клуб.